# Antheraea assama
Antheraea assama är en fjärilsart som beskrevs av John Obadiah Westwood 1848. Antheraea assama ingår i släktet Antheraea och familjen påfågelsspinnare. Inga underarter finns listade i Catalogue of Life.